# Joëlle Dusseau
Pour les articles homonymes, voir Dusseau.
Joëlle Dusseau, née le 5 juillet 1947 à Bordeaux (Gironde), est une enseignante et une femme politique française.

## Biographie
Joëlle Dusseau est inspectrice générale de l’éducation nationale. Professeur agrégée d’histoire et docteur ès lettres, elle fait un doctorat d’État sur Jules Verne et travaille sur les XIXe et XXe siècles.
En mars 1993, Joëlle Dusseau est candidate aux législatives sur la première circonscription de la Gironde, mais est battue par le député sortant de droite, Jean Valleix.
Quelques mois après, en août 1993 à la mort de Marc Boeuf sénateur socialiste, Joëlle Dusseau suivante sur la liste, lui succède automatiquement au Sénat. Frappée par le cumul des mandats, elle décide de conserver son mandat de conseillère régionale plutôt que celui de conseillère générale, ce qui met en minorité le groupe socialiste du département. Ce choix personnel entraîne son exclusion du Parti socialiste par la Commission nationale des conflits la même année. Elle rejoint alors le Parti radical de gauche (PRG). Candidate aux sénatoriales de 1998, elle est battue par la droite, les socialistes ne parvenant pas à reprendre ce siège
Grâce à Jean-Michel BAYLET , président du PRG elle est nommée inspecteur générale de l’Education Nationale. Elle tente en vain de se faire choisir par le PRG contre Virginie Roziere pour être en position élilgible sur la liste PS aux élections européennes . 

## Détail des fonctions et des mandats
Mandats locaux
- 1983 - 1989 : conseillère municipale de Bruges
- 1989 - 1995 : conseillère municipale de Bruges
- 1995 - 2001 : conseillère municipale de Bruges
- 2001 - 2008 : conseillère municipale de Bruges
- depuis 2008 : adjointe au maire d'Eysines
- 1988 - 1993 : conseillère générale du canton du Bouscat
- 1986 - 1992 : conseillère régionale d'Aquitaine
- 1992 - 1998 : conseillère régionale d'Aquitaine

Mandat parlementaire
- 28 août 1993 - 30 septembre 1998 : sénatrice de la Gironde

## Publications
- Adrien Marquet, Du socialisme à la collaboration (avec Pierre Brana), Atlantica, 2001, 286 p.,  (ISBN 2843943221)
- Le juge et la sorcière, Éditions Sud Ouest, Coll. Références, 2002, 222 p.,  (ISBN 2-87901-469-7)
- Aliénor aux deux royaumes, Mollat, 2004, 118 p.,  (ISBN 2-909351-78-5)
- Jules Verne, Perrin, 2005, 524 p.,  (ISBN 978-2262022792)
- Robert Lacoste (1898-1989) : De la Dordogne à l'Algérie, un socialiste devant l'histoire (avec Pierre Brana), L'Harmattan, 2010, 320 p.,  (ISBN 978-2-296-12077-8)
- Philippe Henriot : la voix de la collaboration, (avec Pierre Brana), Perrin, 2017, 402 p.,  (ISBN 978-2-262-06480-8)
- Mai 68 à Bordeaux (avec Pierre Brana), La Geste, 2017, 237 p.,  (ISBN 978-2-36746-813-6)
- Vous êtes mes soldats : les Aquitains de Napoléon III (avec Pierre Brana), Bordeaux, Sud-Ouest, janvier 2020, 207 p. (ISBN 978-2817706979, présentation en ligne)
- Collaboratrices, 1940-1945, avec Pierre Brana, Perrin, 2024.